# コミットメントライン
コミットメントライン、または融資枠とは、銀行などの金融機関が、企業に対して一定の期間・一定の融資枠を設定し維持することをいう。
有償であり、その対価は、コミットメントフィーと呼ばれる。コミットメントラインには自己資本比率等の財務制限条項が契約の中に盛り込まれることが多い。またシンジケートを組んで供与されることもある。

## 問題点
コミットメントフィーは、枠の設定料という名目であるが、実質は信用の許与ではないかという疑問があり、その場合元本が存在しないことから、利息制限法、出資の受入れ、預り金及び金利等の取締りに関する法律（出資法）違反ではないかという議論があった。
この点について、特定融資枠契約に関する法律が制定され、第1条において明確に利息制限法、出資法の特例である旨規定されたため、問題はなくなった。